# Шильниково (Мордовия)
Шильниково — русское село в Ромодановском районе Республики Мордовия в 10 км от райцентра пос. Ромоданово, входит в состав Уришкинского сельского поселения.

## Инфраструктура
Личное подсобное хозяйство с зоной сельскохозяйственного использования, индивидуальная застройка усадебного типа.

## Транспорт
Шильниково находится в 7,5 км от автодороги 89К12 («Саранск — Кемля — Большое Игнатово»).
Железнодорожный транспорт
Ближайшая железнодорожная станция — Красный Узел Горьковской железной дороги (код 24700). Первая станция после границы с Куйбышевской железной дорогой.